# Pelusios subniger
Espèce
Synonymes
- Testudo subniger Bonnaterre, 1789
- Testudo nigricans Donndorff, 1798

Statut de conservation UICN

 LC  : Préoccupation mineure
Pelusios subniger est une espèce de tortue de la famille des Pelomedusidae.

## Répartition
- Pelusios subniger subniger se rencontre en Afrique du Sud, au Botswana, au Zimbabwe, en Zambie, au Malawi, au Mozambique, en Tanzanie, en Namibie, au Congo-Kinshasa, au Burundi et à Madagascar ;
- Pelusios subniger parietalis se rencontre aux Seychelles dans les îles du Cerf, de Frégate, de La Digue, de Mahé, de Praslin et de Silhouette. Elle n'est plus présente dans les îles de Cousin et de Sainte Anne.

Elle a été introduite dans l'archipel des Chagos, aux îles Glorieuses et à l'île Maurice.

## Liste des sous-espèces
Selon TFTSG (25 mai 2011) :
- Pelusios subniger subniger (Bonnaterre, 1789)
- Pelusios subniger parietalis Bour, 1983

## Publications originales
- Bonnaterre, 1789 : Tableau encyclopédique et méthodique des trois règnes de la nature, Erpétologie. Panckoucke, Paris, p. 1-71.
- Bour, 1983 : Trois populations endémiques du genre Pelusios (Reptilia, Chelonii, Pelomedusidae) aux îles Seychelles; relations avec les espèces africaines et malgaches. Bulletin du Muséum National d’Histoire Naturelle, Paris, ser. 4, vol. 5, p. 343–382 (texte intégral).